# 拉伸纪
拉伸纪（Tonian，符号NP1）又名青白口纪，是地质时代中的一个纪，开始于同位素年龄1000±0百万年（Ma），结束于720±0Ma。
青白口纪以北京市门头沟区雁翅镇青白口村命名，是新元古代的第一个系。
拉伸纪期间首次出现大型具刺疑源类，并形成臭氧层。
拉伸纪属于前寒武纪元古宙新元古代；拉伸纪的上一纪为狭带纪，下一纪为成冰纪。